# 尹财利
尹财利（英語：Yim Chhaily，1950年1月1日—），另译任财利、严才利，柬埔寨政治家。柬埔寨人民党党员，柬埔寨副首相。